# Меринґія мохувата
Меринґія мохувата (лат. Moehringia muscosa) — рослина роду меринґія, є однією з небагатьох рослин родини гвоздикових (Caryophyllaceae) із чотиридільними квітками. Специфічний епітет muscosa походить від латинського слова muscus «мох» і стосується мохоподібного вигляду рослини.

## Опис

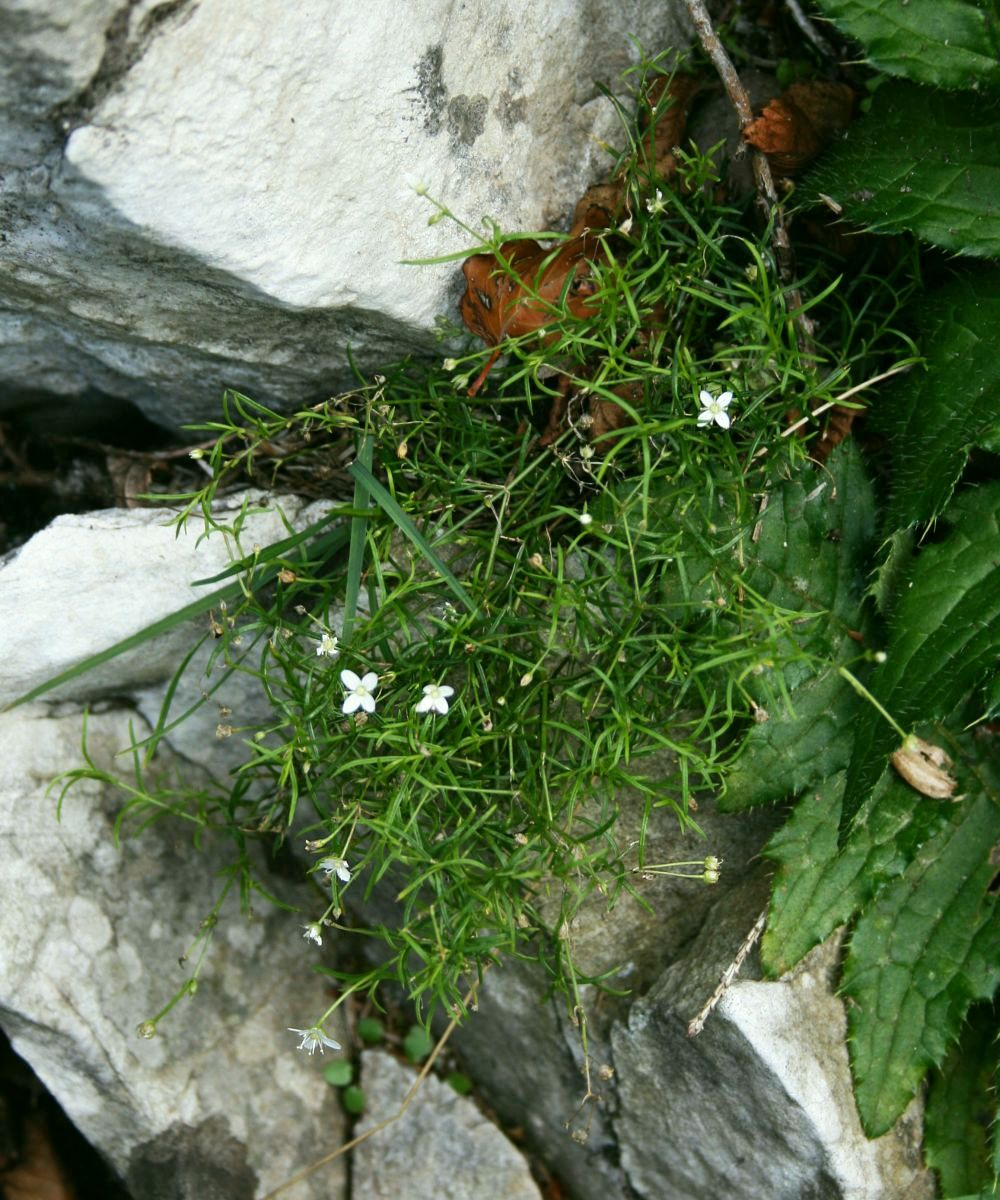
Габітус на природному місці в горах Ґрацу

Меринґія мохувата — це багаторічна зелена рослина, яка досягає висоти від 5 до 20 сантиметрів. Меринґія утворює пухкі газони. Її стебло тонке і малорозгалужене. Листки вузьколінійні, 0,5–1,2 мм завширшки і від 1 до 3 см завдовжки і мають короткий загострений кінчик. Білі квітки завжди мають чотири частки і знаходяться в пухких малоквіткових завійках. У меринґії чотири 2,5 3,5 мм завдовжки, облямовані шкіркою, загострені чашолистки. Подовжено-яйцеподібні цілісні пелюстки приблизно в півтора рази довші за чашолистки. Рослина має вісім тичинок і три стовпчики. Насіння округло-ниркоподібної форми 1,2–1,5 мм завдовжки з білим, близько 1 мм широким придатком (елайосомою). Цвітіння триває з травня до вересня.
Число хромосом 2n = 24.
Іноді зустрічаються гібриди Moehringia ciliata × Moehringia muscosa та Moehringia bavarica × Moehringia muscosa, які мають приблизно половину квіток із чотирма та п’ятьма пелюстками.

## Екологія
Меринґія мохувата, як і всі інші меринґії, є мірмекохором, тобто її насіння поширюють мурахи. Їжею для мурах служать білі відростки (елайосоми) насіння. Елайосома містить великі жирові, цукрові та білкові харчові клітини для мурах. Всередині оксалатні залози запобігають подальшому проникненню мурах у насінину, яка не захищена твердою насіннєвою оболонкою.

## Поширення
Загальний ареал включає гори Іспанії, Франції, Італії (до Сицилії), Альпи, Юру, Карпати до північно-західних Балкан. Меринґія мохувата поширена у північних і південних Вапнякових Альпах, але поширена лише в Центральних Альпах. У Шварцвальді меринґію мохувату можна зустріти лише в ущелині Wutach — вона занесена до Червоної книги Баден-Вюртемберґу. В Австрії її немає у Відні та Бурґенланді.
Значення екологічного показника за Landolt & al. У 2010 році в Швейцарії : число вологи F = 3 (помірно вологе), число світла L = 3 (півтінь), число реакції R = 4 (нейтральна до основної), температурне число T = 3 (гірська), число поживних речовин N = 2 (бідний на поживні речовини), число континентальності К = 2 (субокеанічний).

## Таксономія
Наукова назва Moehringia muscosa була вперше опублікована в 1753 році Ліннеєм у Species Plantarum.  Рід названий на честь німецького ботаніка Пауля Генріха Ґергарда Мерінґа.

### Деталізації
1. ↑  Moehringia muscosa // Словник українських наукових і народних назв судинних рослин / Ю. Кобів. — Київ : Наукова думка, 2004. — 800 с. — (Словники України). — ISBN 966-00-0355-2.
2. ↑  G. Halliday, S. N. Hind: Moehringia. In: Шаблон:BibISBN
3. ↑  Hans-Christian Friedrich: Moehringia. In: Шаблон:BibISBN
4. ↑  Erich Oberdorfer: Pflanzensoziologische Exkursionsflora für Deutschland und angrenzende Gebiete. 8. Auflage. Verlag Eugen Ulmer, Stuttgart 2001, ISBN 3-8001-3131-5. Seite 385–386.
5. ↑  Шаблон:InfoFlora
6. ↑  Carl von Linné: Species Plantarum. Band 1, Lars Salvius, Stockholm 1753, S. 359 (Шаблон:Digitalisat).

## Вебпосилання
- Moos-Nabelmiere. FloraWeb.de
- Verbreitungskarte für Deutschland. In: Floraweb.
- Thomas Meyer: Nabelmiere  Datenblatt mit Bestimmungsschlüssel und Fotos bei Flora-de: Flora von Deutschland (alter Name der Webseite: Blumen in Schwaben)